# 히오바나 윤
히오바나 보람 윤 에체바리아(스페인어: Giovanna Boram Yun Echevarría, 1992년 7월 18일~ )는 우루과이의 여자 축구 선수로 캄페오나토 우루과요 페메니노의 데펜소르 스포르팅 소속이다.

## 선수 경력
히오바나 윤은 한국계 우루과이인으로, 몬테비데오 말빈과 카넬로네스주 엘피나르에서 자랐다. 리버 플레이트 몬테비데오와 클루브 나시오날 데 풋볼, 페냐롤, 무르시아 페미나스에서 뛴 바 있다.
2014년 코파 아메리카 페메니나와 2018년 코파 아메리카 페메니나에 우루과이 여자 축구 국가대표팀으로 참가했다.